# Christina Lasasimma
Christina Lasasimma ຄຣິສຕີນ້າ ລາຊະສິມມາ (Vientián, Laos; 26 de junio de 1993) es una actriz, modelo y reina de belleza laosiana que ganó el título de Miss Laos 2012. Participó representando a su país en los certámenes de Miss Universo en el año 2020 y en el de Miss Supranacional en 2024  en los que no superó la primera ronda . 

## Biografía
Christina Lasasimma nació en Vientián -Laos- y es de ascendencia mixta, la madre de Christina, Natalia Lassasima, procede de Lelchytsy, región de Gomel -Bielorrusia- mientras que su padre es oriundo de Laos.  
Cuenta con una maestría en ingeniería de software por la Universidad Dhurakij Pundit en Tailandia.
En su etapa de estudiante se formó en tecnologías de la información y las comunicaciones así como en ciencias de la computación mientras trabajaba en la industria del entretenimiento como modelo e influencer internacional. 
También es directora ejecutiva de su propia marca de bebidas saludables, MOii Collagen, al tiempo que ha desarrollado  planes para crear una línea de cuidado de la piel.
Christina es una apasionada de la educación y aboga porque las mujeres y los niños desarrollen autoestima a través de programas de aprendizaje. A Christina también le apasiona facilitar a pacientes con VIH atención y apoyo adecuados para que tanto ellos como sus hijos se mantengan sanos.
Habla inglés, ruso, tailandés y laosiano.
Como dato curioso cabe destacar que le encanta aprender sobre psicología en Youtube, ya que Laos carece de  carrera universitaria. 

## Trayectoria
Christina Lasasimma ganó el certamen de Miss Laos en el año 2012 e inmediatamente inició su carrera de modelo entre Laos y su país vecino, Tailandia. 
La miss On-anong Homsombath fue la representante en 2018, ganando el premio al traje nacional , mientras que Vichitta Phonevilay participó en esta competición en 2019.
Debido a la pandemia de Covid-19, no se pudo coronar sucesora por lo que Christina fue designada como representante para dicho certamen.
Fue la cuarta representante de Laos en participar en la competición mundial después de que Souphaphone Somvichith se convirtiera  en la primera mujer en representar a Laos en el certamen Miss Universo.

## Vida artística
Cristina ha participado en varios programas de televisión, videoclips, y películas. Además, ha sido laimagen representante de su país así como de muchas marcas de referencia en el sudeste asiático, como Hi app, Shopee, Lazada, entre otras. Participó en el tercer Festival de Cine Japonés en Vientián. 
Video Clips Musicales
| Año  | Canción                                           | Cantante                    |
| ---- | ------------------------------------------------- | --------------------------- |
| 2016 | ເຈົ້າເຊົາຫຼິ້ນລະຄອນໄດ້ແລ້ວ (Puedes dejar de hacer drama.) | Manila Suwanduang           |
| 2018 | ຫົວໃຈດຽວກັນ (El mismo corazón)                      | Thapa Mahavichai Saithirath |